# Famicom Grand Prix II: 3D Hot Rally
Famicom Grand Prix II: 3D Hot Rally (ファミコングランプリII 3Dホットラリー?) è un simulatore di guida, sequel di Famicom Grand Prix: F-1 Race. Come il precedente capitolo, è stato pubblicato solo in Giappone.

## Modalità di gioco
A differenza del precedente capitolo, la visuale è da dietro l'auto e non dall'alto. Scopo del gioco è completare ogni corsa entro il tempo limite. Ci sono tre piste e tre auto selezionabili, ognuna con diverse caratteristiche:
- Kattobi (カットビ?) - ha un'elevata accelerazione, ma una scarsa tenuta sui terreni sterrati.
- Yonque (ヨンク?) - il veicolo equilibrato tra i tre, con velocità, accelerazione e tenuta buone.
- Monster (モンスター?) - il più lento tra i veicoli; questa pecca viene compensata con una tenuta perfetta su ogni tipo di terreno.

Mario è il pilota, mentre Luigi gli fa da navigatore. Questo è il primo gioco a mostrare un Luigi più alto e più magro di Mario; il primo della serie principale è stato Super Mario Bros. 2, uscito sei mesi dopo.

## Riferimenti in altri giochi
- Il Monster appare come trofeo in Super Smash Bros. Melee e come adesivo in Super Smash Bros. Brawl. Inoltre ha direttamente ispirato il veicolo Tiny Titan apparso in Mario Kart Wii.